# Regelinda

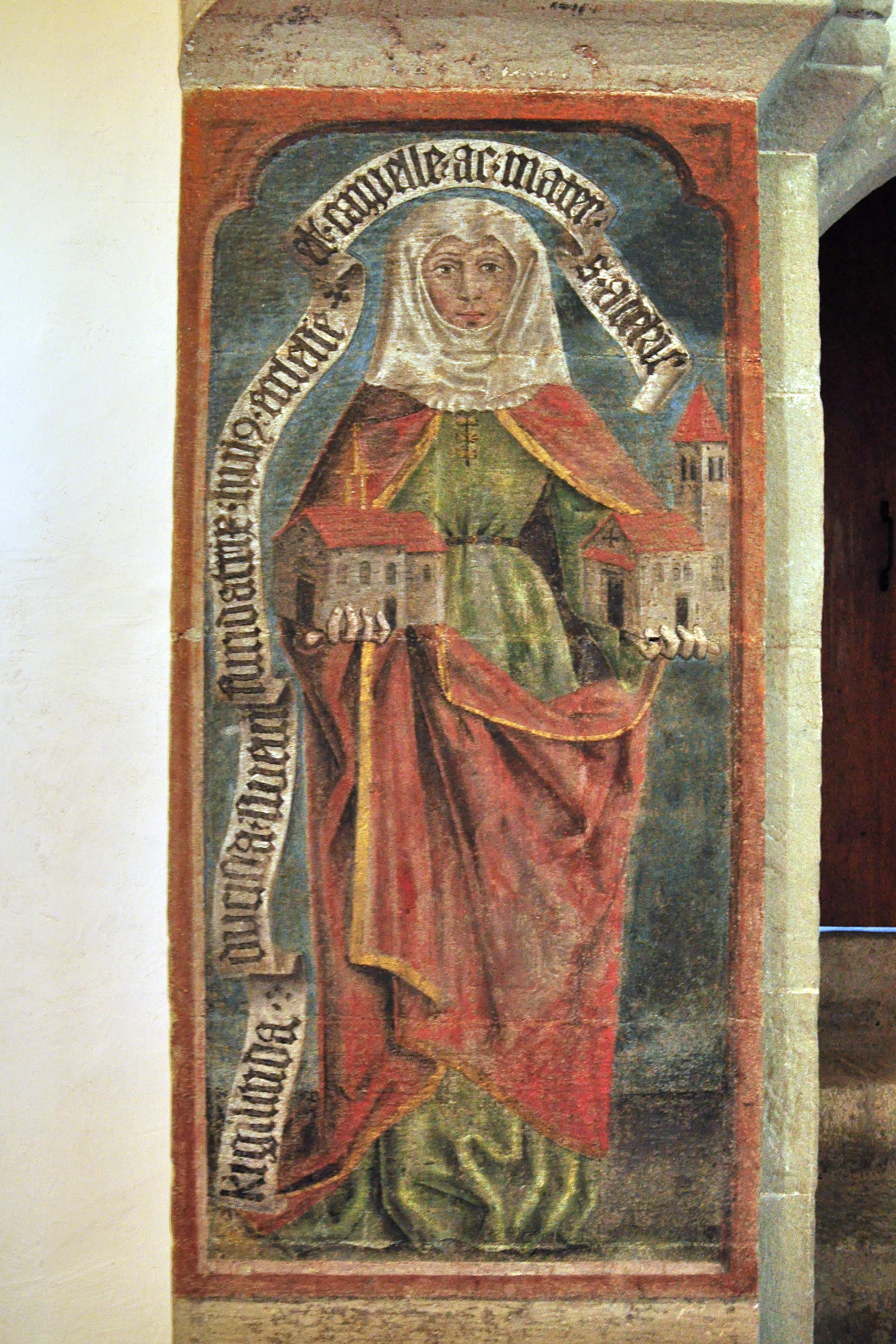
Fresko von Regelinda in der Kirche St. Peter und Paul auf der Insel Ufenau

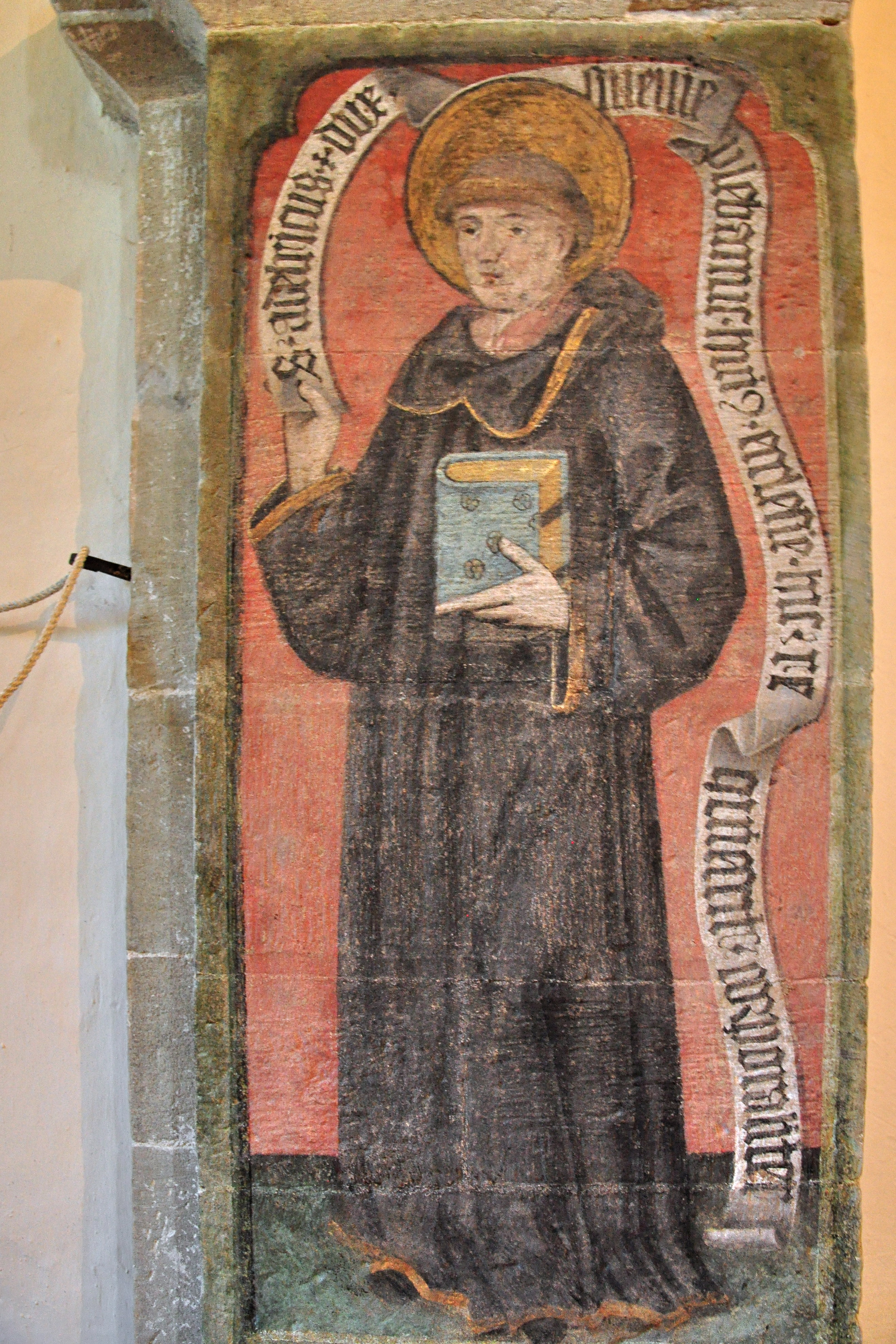
Fresko ihres Sohnes, des Heiligen Adalrich, auf der gegenüberliegenden Kirchenwand

Regelinda, auch Reginlind oder Regilinde, († 958) war durch ihre erste Ehe mit Burchard II. Herzogin von Schwaben. Sie war die Tochter von Burkhard von Worms, eines Nachkommen der Grafen vom Wormsgau, und heiratete nach dem Tod ihres ersten Mannes in zweiter Ehe 926 Hermann I. von Schwaben.

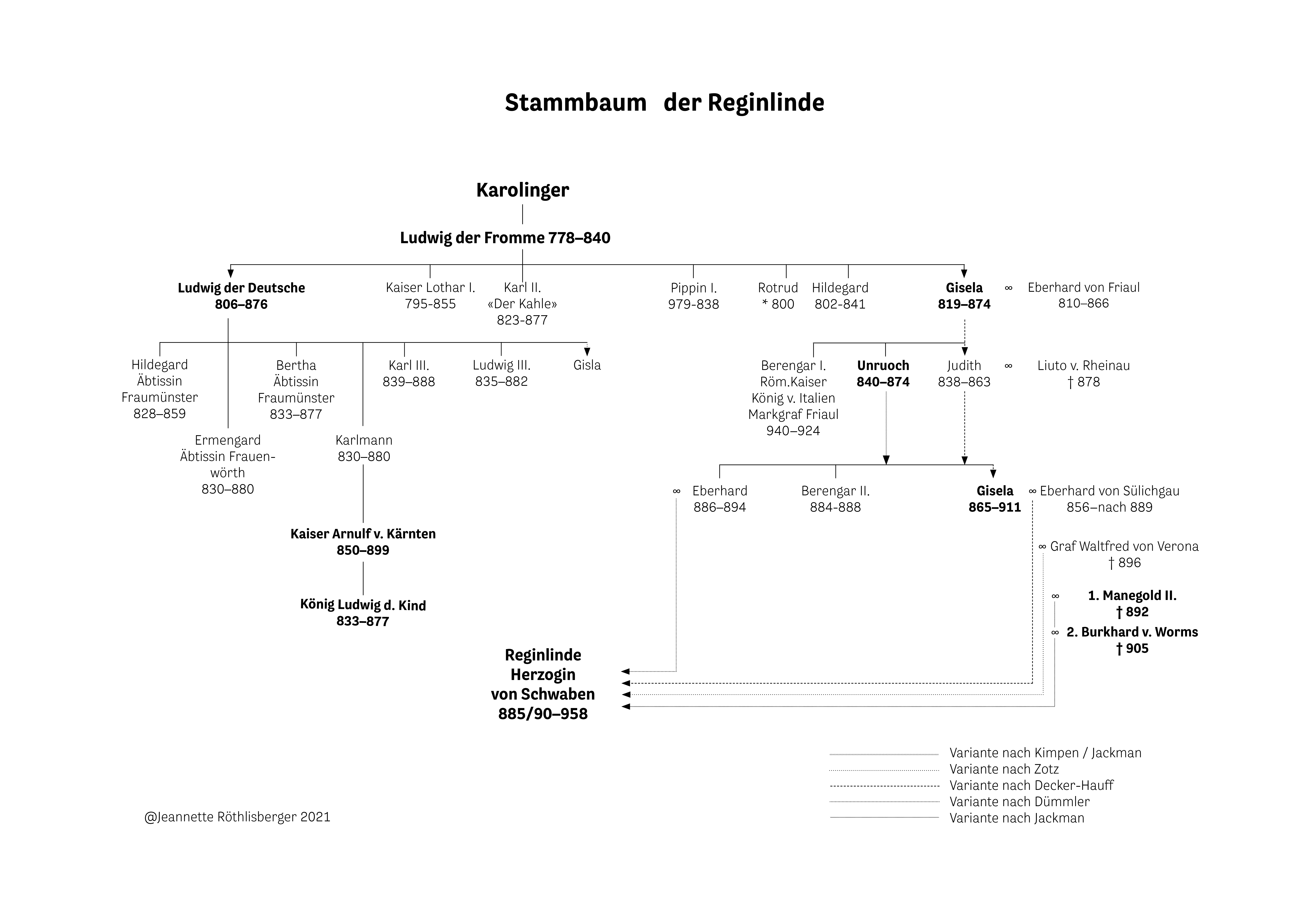
Ahnentafel Reginlinde

Reginlindes Herkunft geht zurück auf die Karolinger; Ludwig der Deutsche war ihr Urgroßonkel. Durch ihren Urgroßvater Eberhard von Friaul stammte sie aus dem Geschlecht der Unruochinger, ihre Urgroßmutter war Gisela von Friaul, eine Schwester Ludwigs des Deutschen.

## Leben
Aus dem Leben der schwäbisch-alemannischen Herzogin ist nur wenig bekannt. Ihr Vater wird in vielen Quellen als Eberhard vom Zürichgau angegeben; dieser war aber ihr Onkel. Gemäß neueren Forschungen stammt ihr Vater aus der Familie der Wormsgauer Grafen. Sie soll im Kloster Säckingen aufgewachsen sein und wurde 904 mit dem Grafen Burkhard II. vermählt. Zusammen mit diesem gründet Regelinda das Frauenkloster St. Margarethen in Waldkirch. Durch die Verheiratung ihrer Kinder hatte sie enge Kontakte sowohl zum Königreich Burgund (Berta heiratete König Rudolf II. von Burgund) und zum Königshof der Ottonen (Ida heiratete den ältesten Sohn von König Otto I., Liudolf). Der Ehe ihrer Tochter Berta mit König Rudolf II. von Burgund entstammte eine Tochter, Adelheid, die als Gattin Kaiser Ottos des Großen zu einer der bedeutendsten Frauen des 10. Jahrhunderts werden sollte.
Nach dem Tod ihres zweiten Mannes zog sie sich ins Zürcher Kloster «Felix und Regula» zurück, heute das Fraumünster. Diesem Kloster stand sie bereits seit 929 als Laienäbtissin vor. Regelinda wird auch als Laienäbtissin des Damenstift Säckingens genannt.
Auf der Insel Ufenau im Zürichsee entstand Mitte des 10. Jahrhunderts eine Einsiedelei durch den Mönch Adalrich. Adalrich wird oft als Sohn Reginlindes genannt, was aber nicht erwiesen ist. Regelinda erbaute sich dort ein Haus und renovierte die bestehende Martinskapelle (Reginlindenkapelle) und stiftete die unter Adalrich vollendete Pfarrkirche St. Peter und Paul.
Aus ihrem Vermögen tätigte sie große Stiftungen an das neu entstandene Kloster Einsiedeln, und durch ihre vielfältigen Verbindungen zum Königshaus Otto I. wurde dem Kloster 947 das Privileg der Immunität und der freien Abtwahl verliehen.
Regelinda starb am 8. August 958 auf der Ufenau und wurde im Kloster Einsiedeln bestattet. Laut P. Johann B. Müller kamen «die Gebeine nach Einsiedeln, wo sie bis 1673 vor der Muttergotteskapelle, bis 1720 in der Kapelle der Unbefleckten Empfängnis am Eingang des Münsters, bis 1790 in der Sakristei ruhten, und im letzteren Jahre neben der Muttergotteskapelle im Fundament der dortigen Pfeiler beigesetzt wurden.»

## Nachkommen
Aus erster Ehe mit Burchard II.:
- Gisela, Äbtissin von Waldkirch (* um 905 † 26. Oktober 950)
- Die Tochter Hicha (*um 905 † 950, → Sohn Konrad der Rote) (nicht belegt)
- Burchard III. (* um 915 † 11. November 973)
- Berta (* um 907 † 2. Januar 961 ⚭ Rudolf II. König von Burgund)
- Adalrich, der Heilige Mönch in Einsiedeln († 973); dieser Sohn ist nicht belegt.

Aus zweiter Ehe mit Hermann I.:
- Ida, Gattin von Liudolf, Sohn von Kaiser Otto I.

## Ehrung
Reginlinde wurde am Sechseläuten 2019 durch die Gesellschaft zu Fraumünster geehrt. Seit Juni 2021 ist eine entsprechende Hinweistafel auf der Ufnau, bei der Kapelle St. Martin, installiert.